# Берегові війська ВМФ Росії

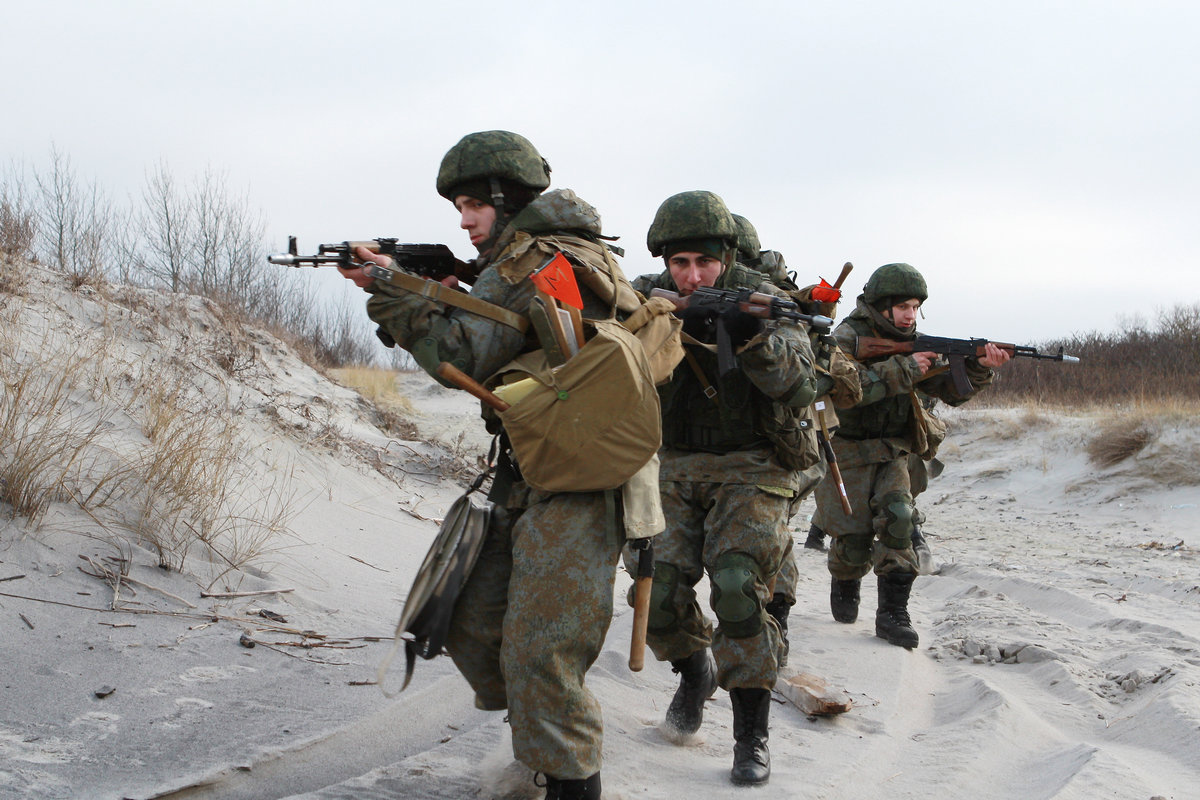
Навчання з інженерно-саперної підготовки з підрозділом 69-го окремого гвардійського морського інженерного полку Балтійського флоту у Калінінградській області. 12 січня 2018

Берегові війська Військово-Морського Флоту (БВ ВМФ) — рід сил Військово-Морського Флоту Російської Федерації. Сформовано в жовтні 1989 року на базі існуючих у ВМФ самостійних родів сил — БРАВ (берегові ракетно-артилерійські війська) й МП (морська піхота), а також передачею до складу ВМФ з'єднань й частин зі складу Сухопутних військ СРСР, що дислокуються на узбережжі.
БВ ВМФ РФ включають 2 роду військ:
1. Берегові ракетно-артилерійські війська;
2. Морська піхота.

Призначення БВ ВМФ:
1. Прикриття сил флотів, військ, населення та об'єктів на морському узбережжі від дії надводних кораблів противника;
2. Оборона військово-морських баз та інших важливих об'єктів флотів з суші, в тому числі від морських і повітряних десантів;
3. Висадка та дії в морських, повітряно-морських десантах;
4. Сприяння сухопутним військам у протидесантній обороні десантнонебезпечних районів морського узбережжя;
5. Знищення надводних кораблів, катерів й десантно-транспортних засобів в зоні досяжності зброї.

Командування БВ ВМФ:
1. Начальник БВ ВМФ при Главкомата ВМФ;
2. Начальники БВ флотів, флотилій, ВМБ.

## Історія

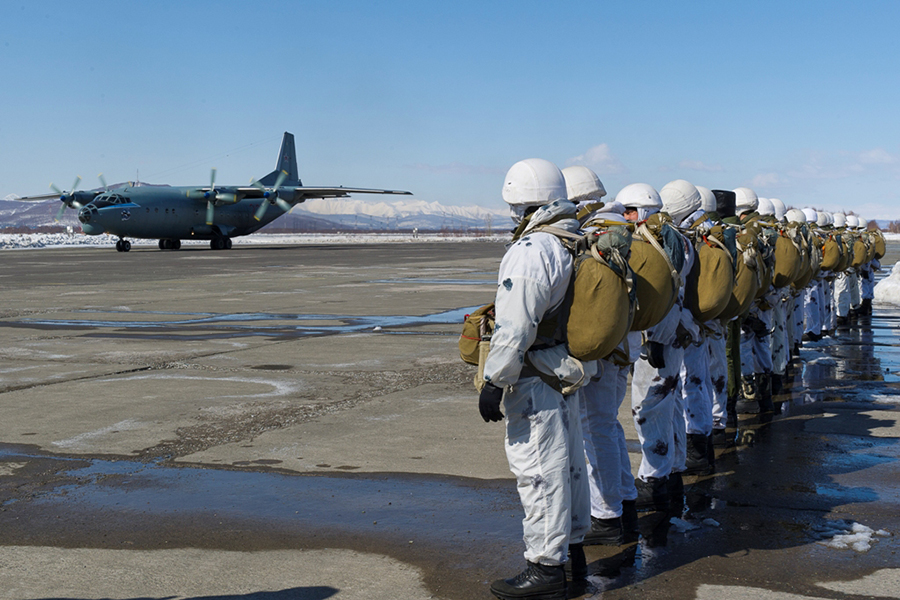
Підготовка до виконання навчально-тренувальних стрибків з парашутом десантно-штурмових підрозділів 40-ї окремої бригади морської піхоти Тихоокеанського флоту з літака типу Ан-12. 27 березня 2014

Історія Берегових військ бере свій початок з кінця XVII сторіччя з початком формування регулярного московського флоту. Після заснування Санкт-Петербурга у 1703 році нагальним питанням став захист його з моря, острів Кроншлот й морська фортеця Кронштадт стали прообразом берегової оборони (форти Петра I). Корпус «морських солдатів» створений за указом Петра I мав у своєму складі канонірів берегових батарей.
Все XIX сторіччя розвиток артилерійських систем відбувався на флоті та у береговій обороні приморських міст. Оборона Севастополя, Петропавловська у роки Кримської війни. При формуванні ТАОН в роки Першої світової війни пріоритет віддавався морським офіцерам-артилеристам.
У передвоєнні роки та у роки німецько-радянської війни була побудована потужна берегова оборона Севастополя, Ленінграда, Владивостока, Мурманська. За деякими винятками (Севастополь) противнику не вдалося її подолати. При цьому багато частин берегової артилерії, такі як 30-та й 35-та батареї берегової оборони Чорноморського флоту СРСР, були прикладом стійкості й героїзму в ході боїв.

## Склад Берегових військ ВМФ Росії

### Тихоокеанський флот
Начальник — генерал-майор Пушкін Сергій Віталійович

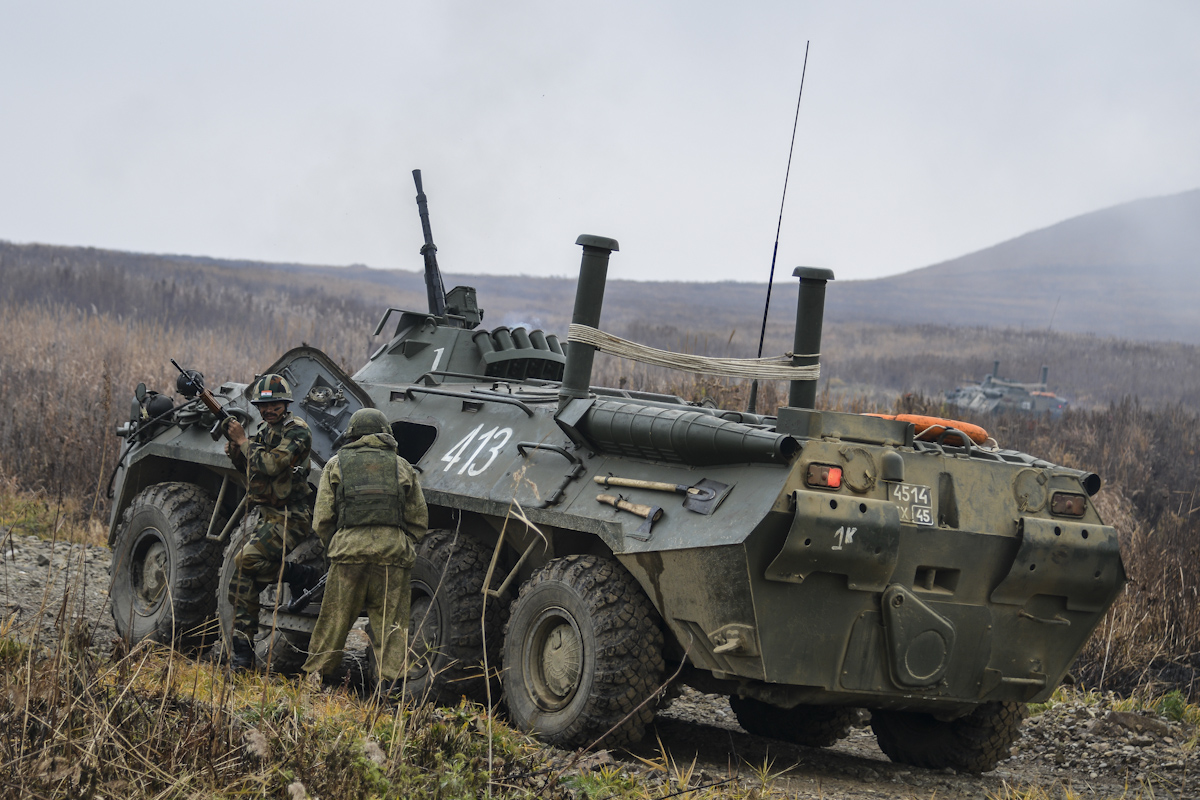
Висадка десанту 155-ї окремої бригади морської піхоти спільно з індійськими військовими на необладнаному узбережжі у рамках російсько-індійського вчення «Індра-2017» (полігон Клерк, Приморський край). 28 жовтня 2017.

- 155-та окрема Мозирська бригада морської піхоти (в/ч 30926, Владивосток). Бригада — основа десантних сил флоту. Разом з береговими ракетно-артилерійськими частинами — охорона й оборона головної бази. У взаємодії з 100-ю бригадою десантних кораблів може перекидатися морем на Сахалін, Курили та Чукотку.
- 40-ва окрема Краснодарсько-Харбінська двічі Червонопрапорна бригада морської піхоти (в/ч 10103) (Петропавловськ-Камчатський). Основа військ і сил на Північному сході. Спадкоємиця 22-ї стрілецької дивізії, утвореної 1918-го року.

### Чорноморський флот
Значна частина підрозділів БВ ЧФ на території півострова Крим входять до складу 22-го армійського корпусу Чорноморського флоту
Начальник — полковник Ігор Смартковський.
- 810-та окрема гвардійська ордена Жукова бригада морської піхоти, в/ч 13140. Базується в Севастополі:
  - 382-й окремий батальйон морської піхоти, в/ч 45765. Базується у Темрюці;
- 126-та окрема Горлівська Червонопрапорна, ордена Суворова бригада берегової оборони, в/ч 12676. Базується в селищі Перевальне, Крим.

### Балтійський флот
Частина з них входить до складу 11-го армійського корпусу Балтійського флоту крім 336-ї окремої гвардійської бригади морської піхоти, що знаходиться в оперативному підпорядкуванні штабу флоту.
Начальник — Герой Росії генерал-лейтенант Андрій Гущин
- 336-та окрема гвардійська Білостоцька орденів Суворова і Олександра Невського бригада морської піхоти (в/ч 06017, Балтійськ)
- 7-й окремий гвардійський мотострілецький Пролетарський Московсько-Мінський двічі Червонопрапорний, орденів Суворова і Кутузова полк[1] (в/ч 06414, Калінінград).
- 79-та окрема гвардійська мотострілецька Інстербурзький двічі Червонопрапорна, ордена Суворова бригада (в/ч 90151) (м. Гусєв, Калінінградської області)
- 152-га гвардійська ракетна Брестсько-Варшавська ордена Леніна, Червонопрапорна, ордена Кутузова бригада (в/ч 54229, Черняховськ);
- 244-та артилерійська Німанська Червонопрапорна, орденів Суворова й Кутузова бригада (в/ч 41603, Калінінград);
- 44-та дивізія ППО (Гвардєйськ).

### Північний флот

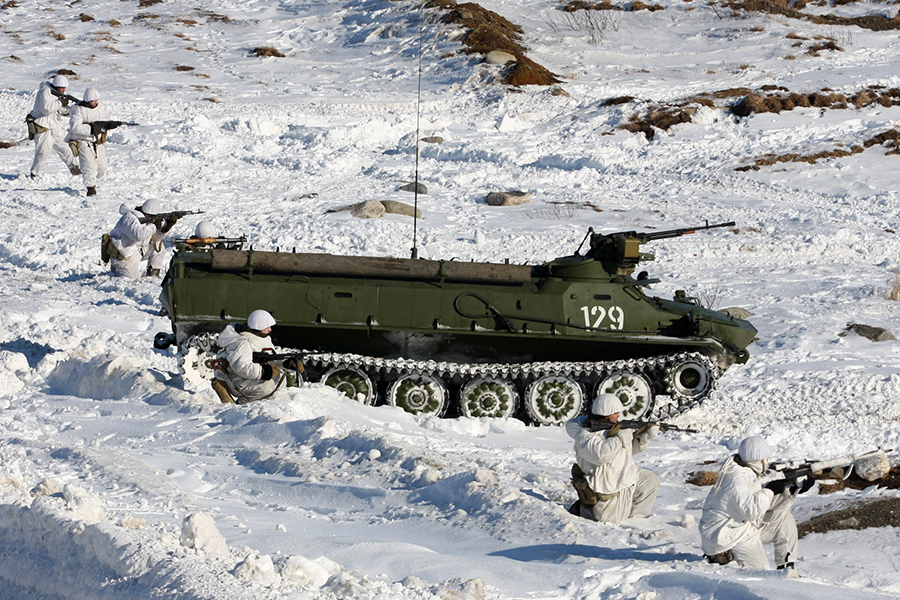
Бойова підготовка 200-ї окремої мотострілецької бригади в умовах Заполяр'я. 22 березня 2012

Начальник — з січня 2015 генерал-майор Дмитро Краєв
- 61-ша окрема Кіркенеська Червонопрапорна бригада морської піхоти (в/ч 38643, Спутник).

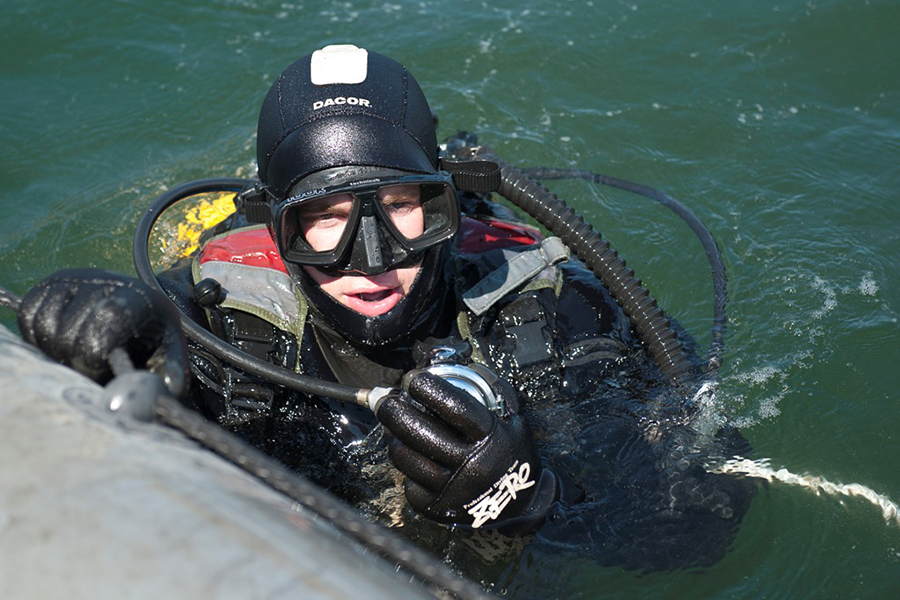
Військовослужбовець 311-го загону по боротьбі з підводними диверсійними силами та засобами

Входять до складу 14-го армійського корпусу Північного флоту:
- 200-та окрема мотострілецька Печензька ордена Кутузова бригада (арктична) (в/ч 08275, Печенга). Резерв десанту.

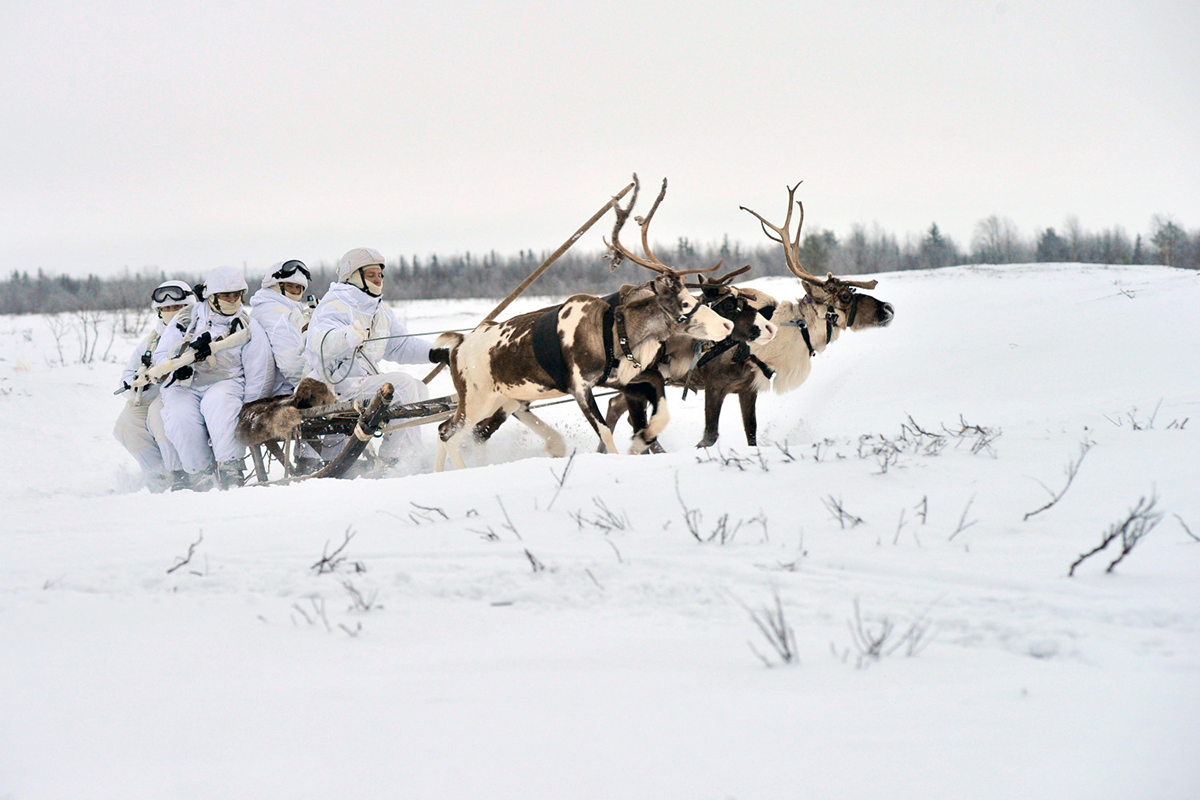
Заняття з управління оленячими і собачими упряжками з військовослужбовцями 80-ї окремої мотострілецької бригади (арктичної) Північного флоту. 23 січня 2017

- 80-та окрема мотострілецька бригада (арктична) берегових військ Північного флоту (Алакуртти). Призначена для ведення бойових дій в арктичному регіоні, захисту інтересів Росії на континентальному шельфі. 80-а омсбр(а) об'єднаного стратегічного командування ПнФ була створена 31 грудня 2014 року.[2]

### Каспійська флотилія
- 177-й полк морської піхоти (місто Каспійськ, місто Астрахань) (на озброєнні БТР-80, МТ-ЛБ)[3][4]

## Начальники
- Генерал-майор Макаров С. С. (1956—1966) — начальник 4-го відділу підготовки БА УБП ВМФ, головний спеціаліст РЧ УБП ВМФ
- Генерал-майор Мельников, Петро Єгорович (1966—1977) — головний спеціаліст РЧ і МП ВМФ
- Генерал-майор Сергієнко, Борис Іванович (1977—1987) — головний спеціаліст РЧ і МП ВМФ
- Генерал-полковник Скуратов, Іван Сидорович (1987—1995) — головний спеціаліст РЧ і МП ВМФ, начальник БВ ВМФ з 1989, командувач БВ ВМФ з 1992
- Генерал-майор Романенко, Володимир Іванович (1995—1996) — начальник БВ ВМФ
- Генерал-майор Тарасов, Володимир Іванович (1996—1997) — начальник БВ ВМФ
- Генерал-лейтенант Шилов, Павло Сергійович (1997—2005) — начальник БВ ВМФ, начальник Управління сухопутних і берегових військ ВМФ з 1998
- Генерал-лейтенант Старчеус, Ігор Євгенович (2005—2009) — начальник БВ ВМФ
- Генерал-лейтенант Колпаченко, Олександр Миколайович — з 2009.

## Озброєння й військова техніка
Основним озброєнням Берегові військ ВМФ РФ є берегові протикорабельні ракетні та артилерійські комплекси. До того ж є підрозділи морської піхоти й мотострільців із загальновійськовим озброєнням.